# 夏目大一朗
夏目大一朗（なつめ たいちろう、1976年10月2日 ｰ ）は、日本の映画監督、脚本家、俳優。東京都出身。
ビッグサマー合同会社代表社員。趣味は空手（伝統派）。好きな食べ物はブドウ。嫌いな食べ物は味の染みたおでんの大根。

## 経歴
日本映画学校（現日本映画大学）10期卒業後、映像制作会社に勤務し、フリーになる。学生時代から自主映画を制作し、多数の受賞歴がある。
2009年劇場公開された『スリーデイボーイズ』にて商業作品の監督・脚本家としてデビューする。また『呪ギャル』『心霊呪殺』『ぞくり。』シリーズなど、自身が監督を務める作品では必ず俳優として出演している。
2017年9月4日からYouTubeにて西川千尋と共演する短編連作ホラー・コメディ『心霊調査ビッグサマー』を公開し、2018年7月21日にはニコニコ生放送にて自社制作の映画版『心霊調査ビッグサマー』を配信する。

## 会社名の由来
夏目大一朗の名字の「夏」と名前の「大」から一文字ずつとり、「大夏」の英語読みから、ビッグサマーと名付けた。なお法人化後、社名について取引先企業や仲間に「ダサイ」と言われたため、誰かに会社名を伝えることをためらっていた時期があった。

## アシスタント西川主演映画中止について
2019年1月2日新年会にて、その場にいた数人の映画監督にビッグサマーアシスタント西川千尋主演映画の企画を提案。手を挙げた山田雅史が作品を作る事になり撮影に向け準備をしていたが、夏目の判断により企画は中止となる。
2021年5月24日には出資者と関係者への謝罪文をツイッター上に投稿し、その中で中止に関する経緯と事前に山田に相談や話し合いの場を設けなかったことへの反省を記している。

## 受賞歴
- インディーズムービー・フェスティバル
  - 第7回（2005年）入選『リンゴスター』
  - 第8回（2006年）入選『ママ＆パパス』
  - 第9回（2007年）一般MOVIE部門：グランプリ『ルーダイアモンドナックルス』

- 第10回（2006年）水戸短編映像祭：準グランプリ『バスハウスマスダンス』[2]

- 第1回（2016年）調布で撮る!短編映画：優秀賞『ブローバックマウンテン』[3]

- カナザワ映画祭2018「期待の新人監督」：出演俳優賞『静かな日常』※阿部知子が受賞[4]

## 監督作品
表記なし：監督のみ、その他表記：監督＋表記分

### テレビ
- 宇宙星人アンちゃん（2008年、テレビ埼玉　他）脚本
- 心霊呪殺　死返し編（2017年、エンタメ～テレ）脚本/編集/出演[29][30]

### ネット配信
- なんでもアリタっ!（2009年、goomo）短編映画「伝説の男」

## 参加作品

### 映画
- 教科書にないッ!　1～4（2016・2017年）編集[31][32][33][34]

## 出演作品

### 映画
- 恐怖新聞（2011年）[35]
- 婚前特急（2011年）[36]

### オリジナルビデオ
- 東京地下女子刑務所　CHAPTER 4・エリア∞〈インフィニティ〉（2016年）[37]
- デッドクック（2016年）[38]
- ドクターZERO　精神分析医・財前零子（2017年）[39]
- ブレインウォッシュ　洗脳（2017年）[40]
- ホームジャック　トライアングル（2017年)[41]

### テレビ
- 妖ばなし（2018年、TOKYO-MX2）17話：健二、39話：天狗　役
- 真夏の絶怖映像　日本で一番怖い夜（2024年、テレビ東京）出演